# Hysterocrates didymus
Hysterocrates didymus är en spindelart som beskrevs av Pocock 1900. Hysterocrates didymus ingår i släktet Hysterocrates och familjen fågelspindlar.
Artens utbredningsområde är São Tomé. Inga underarter finns listade i Catalogue of Life.